# Paroeme nigripes
Paroeme nigripes là một loài bọ cánh cứng trong họ Cerambycidae.